# Campo de Níjar
El Campo de Níjar és una comarca natural situada al sud de la província d'Almeria, Andalusia. Està a uns 23 km d'Almeria. Té uns 950 km² d'extensió.
Topogràficament està deprimida i emmarcada per la Serra de Alhamilla i Serra de Cabrera al nord i el Cap de Gata al sud. Una alineació volcànica anomenada "La Serrata" divideix longitudinalment la comarca.

## Localitats
- Níjar
- San Isidro
- Campohermoso
- Puebloblanco
- Atochares
- El Viso
- Los Nietos

## Història
A principi del segle XX el Campo de Níjar tenia poca població i els productes agricoles eren cultivats en règim de secà amb baixos rendiments per l'aridesa del clima i els sòls afectats per la salinitat. A partir de la dècada de 1950 s'hi va desenvolupar l'agricultura intensiva de regadiu, és típic el conreu de síndries en el sòl enarenado, i l'ús dels hivernacles de plàstic